# Kelliella profundi
Kelliella profundi is een tweekleppigensoort uit de familie van de Kelliellidae. De wetenschappelijke naam van de soort is voor het eerst geldig gepubliceerd in 1971 door Filatova.